# Marseille Hockey Club
Pour les articles homonymes, voir MHC.
Le Marseille Hockey Club, surnommé les Spartiates de Marseille, est un club français de hockey sur glace domicilié à Marseille et fondé en 2012, évoluant en Ligue Magnus, le plus haut niveau français.

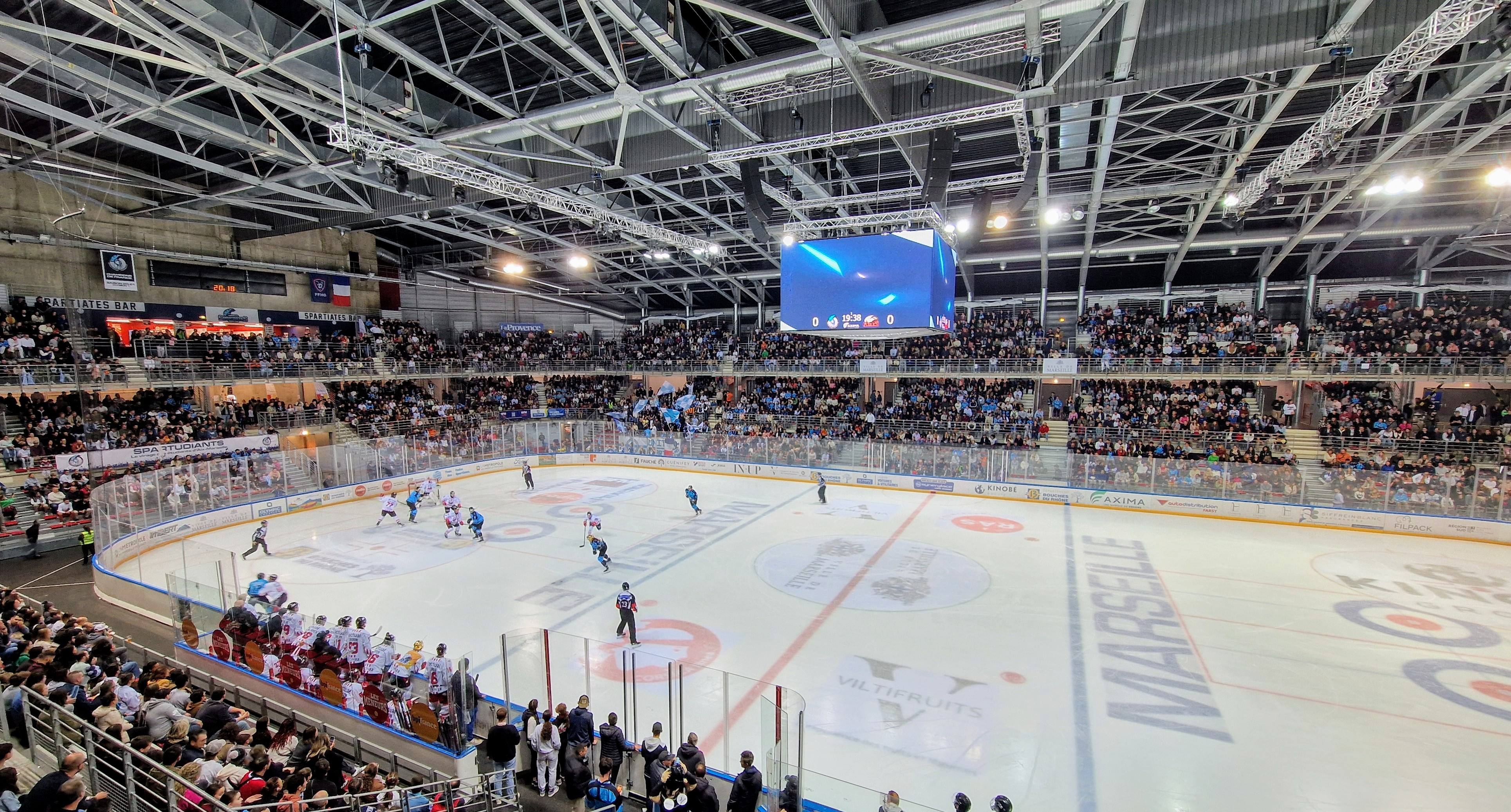
Le palais omnisports Marseille Grand Est, hôte des Spartiates de Marseille

Le Marseille Hockey Club officie dans la plus grande patinoire permanente de France, le Palais omnisports Marseille Grand Est (5 600 places).

## Histoire du club

### Naissance du Massilia Hockey Club, successeur du HCP (2012-2014)
Le club, dont la ville est l’un des sponsors principaux, est fondé en 2012 et prend la suite du Hockey Club Phocéen. Il connaît rapidement du succès et bat le record d’affluence en division 3. Lors de la première saison de l'équipe, l'effectif est composé en majeure partie de l'ancienne structure des Gabians et d'Aubagne avec des étrangers, des anciens de première division et de nombreux jeunes. Le bilan sportif est positif, avec une victoire contre une équipe de division supérieure en Coupe de France et une première place lors des phases de poules du championnat. Cependant, l'équipe est éliminée en quart de finale et échoue au pied du carré final.
Pour la seconde saison de l'équipe, l'effectif est renforcé par 10 nouveaux joueurs, venus la plupart de divisions supérieures. La première partie de saison de l'équipe est une réussite, outre la défaite contre Toulouse en Coupe de France, l'équipe présente un excellent bilan avec la meilleure attaque du Championnat et 12 victoires en 14 matchs. Seulement l'équipe n'arrive pas à enchaîner et, malgré une victoire à Dijon en 1/8 de finale, s'incline à domicile et est éliminé sans atteindre les quarts.

### Signature de Tardif, les ambitions prennent forme (2014-2023)
La troisième saison du MHC marque un tournant dans les ambitions du club. L'annonce des arrivées successives de Luc Tardif Jr. ancien international et de Pierre Bennett (ex-Magnus) montrent clairement les ambitions du club marseillais. Lequel voit sur la longueur avec les signatures de trois jeunes prometteurs du Hockey Club 74 (D1). Le club conserve également des cadres comme Novotný, Bautru ou Rives. L'arrivée de ces joueurs renommés est source de beaucoup d'espoir pour les supporters du club. En Coupe de France, un tirage défavorable va voir les Spartiates s'incliner au 2e tour face aux Rapaces de Gap. En championnat, la présence de Montpellier fraîchement relégué de Division 1 donnera du fil à retordre aux hommes de Tardif, mais la participation aux play-offs aura été facile. Le club franchit une nouvelle étape en participant au carré final après avoir échoué par deux fois dans le passé. Deux matchs solides à domicile face à Dijon et Colmar auront permis aux Bleus et Blancs de goûter aux joies de dernier carré. Après un tournoi du carré final très disputé, Marseille laisse échapper le titre de champion de D3 face à Wasquehal à la différence de buts particulière, l'équipe accroche la seconde place synonyme de montée en Division 2 pour la saison 2015-2016.

#### L'accession en Division 2
Après la performance d'avril 2015 lors du carré final de D3, la saison 2015-2016 marque donc la première saison du club marseillais en Division 2 (3e division). L'objectif de Luc Tardif est avant tout le maintien, tout en espérant accrocher une place élevée au classement.Si le club s'impose lors de la première journée le reste de la saison est moins plaisant, outre les deux victoires face à Chambéry les Marseillais ne trouveront plus le chemin du succès durant la phase de poule. En play-down le club s'impose 3 manches à 1 face à la réserve strasbourgeoise s'assurant ainsi une nouvelle année en Division 2, l'objectif est rempli malgré la dernière place au classement de la poule.
Un mois après que le maintien est acquis, le club annonce le début de son recrutement, outre les re-signatures de cadres comme Rives ou Novotný, les deux annonces surprenantes sont le repositionnement de Coufal en défense et l'arrivée de l'ex-international français Thibault Geffroy, deux ans après Bennett, la liaison Caen-Marseille se ravive. Quelques jours après, c'est Nicolas Deshaies qui est annoncé du côté de Marseille, l'ancien caennais aura fait une saison chez les Pingouins de Morzine-Avoriaz-Les Gets avant de rejoindre son ancien capitaine sur les bords de la Méditerranée. La suite du recrutement voit arriver d'autres joueurs d'expérience en attaque avec notamment Jakub Sajdl et Jakub Lehečka, respectivement 185 matchs (152 points) et 127 matchs (104 points). En défense, l'arrivée de Pointel depuis les Rapaces de Gap rajeunit l'équipe.
Avec cette équipe très hétérogène, Luc Tardif parvient à créer un groupe, les résultats seront satisfaisant malgré certaines défaites à domicile rageantes. L'équipe finit sixième de la poule et arrive en quart de finale du Championnat après avoir facilement éliminé Évry-Viry au premier tour. L'objectif de la saison est rempli. Et le club annonce l'organisation d'un tournoi regroupant des équipes méditerranéennes en ouverture de la saison suivante.
Le recrutement l'année suivante est encore une fois important, avec 12 arrivés et pas des moindres, le club renouvelle ses ambitions du haut de tableau. La création d'une structure professionnelle dirigée par Jonathan Zwikel le frère de Luc Tardif vient renforcer les ambitions marseillaises. Portés par leur duo tchèque Vladislav Koutský et Vladislav Vrtek, les Spartiates terminent premiers de la poule Sud. En Coupe de France le bilan est également positif avec l'élimination des Diables rouges de Briançon et des Yétis du Mont-Blanc pensionnaires de D1. C'est finalement en 1/8e de finale que les Provençaux échouent. En play-offs le bilan est beaucoup plus mitigé. Le club qui affichait de gros objectifs se voit éliminer dès les quarts de finale par les Bélougas de Toulouse-Blagnac plus expérimentés.

#### La découverte de la Division 1
Alors qu'ils s'étaient vus éliminés en quart de finale pour leur troisième saison en Division 2, les Spartiates vont connaître un été particulier. Le club d'Épinal dépose le bilan et ouvre une place en Ligue Magnus, après un jeu de chaises musicales où Strasbourg reste en Magnus, c'est Marseille qui va venir combler le manque de la Division 1. En effet les 4 clubs prioritaires sur la montée (dans l'ordre Annecy, Courchevel, Clermont et Toulouse) ont décliné l'offre. Cette nouvelle de la montée arrive alors que l'effectif est quasiment bouclé ; ce même effectif qui a subi un turn over très important avec entre autres l'arrivée de Tom Charton au poste de gardien et de plusieurs joueurs très expérimentés Eric Springer, René Jarolin, Jimmy Jensen et Lauris Bajarūns. Le début de saison est compliqué pour les Spartiates, quatre défaites d'affilée et seulement six buts marqués. C'est via la Coupe de France que va venir les premiers sursauts de l'effectif marseillais. Une victoire 17-0 contre Avignon va lancer la machine phocéenne. Il s'en suivra des séries de victoires et une 4e place au classement général synonyme de play-offs et de l'avantage de la glace. Entre-temps l'aventure en Coupe de France a vite prit fin face aux Aigles de Nice au deuxième tour. Un trio s'est distingué en début de saison par sa capacité à marquer, Deniss Baškatovs passeur attitré de cette ligne finit meilleur passeur du championnat.
Après cette belle première saison au 2e échelon national, l'année suivante est toute autre. Les Marseillais n'arrivent pas à enchaîner des séries de victoires et les Spartiates ratent la qualification aux phases finales pour un point. Après une deuxième saison délicate, la saison 2020-2021, troisième saison des Spartiates en Division 1, est perturbée par la pandémie de Covid-19. Avec 17 changements dans l'effectif le staff veut du sang neuf, mais après seulement trois matchs le championnat est suspendu. Pendant trois mois la situation est incertaine mais finalement la saison reprend sous un format inédit. La poule nationale est remplacée par deux poules géographiques, les play-offs sont eux restreints à des demi-finales et une finale sur match sec, avec gel des montées-descentes entre Ligue Magnus et Division 1. Les Spartiates entament bien leur saison malgré une lourde défaite chez les Yétis du Mont-Blanc. La fin de la phase aller et le début de la phase retour sont conclues par deux défaites étriquées contre l'Étoile noire de Strasbourg. Par la suite les Spartiates vont enchaîner 4 victoires en marquant 35 buts lors de celles-ci. Les hommes de Luc Tardif finissent second de la poule Est. Lors du Final Four ils rencontrent les Corsaires de Nantes qu'ils battent 5-2, en finale ils retrouvent les Strasbourgeois. Dans un match maîtrisé ils prennent leur revanche en s'imposant 5-1. C'est le premier titre de l'histoire des Spartiates de Marseille.

### L'accession en Ligue Magnus (2023-)

#### Une montée controversée
Après une saison 2022-2023 délicate qui voit les Spartiates tomber en poule de relégation (qu'ils terminent à la première place) ; le club marseillais bénéficie des malheurs des Scorpions de Mulhouse qui sont placés en liquidation judiciaire. Pour pallier la disparition du club alsacien, le FFHG se tourne vers les clubs de Division 1. Les Wildcats d'Épinal champions en titre n'ont pas fourni de dossier d'accession (critère obligatoire pour monter), la fédération regarde alors les dossiers déposés. Seuls les Corsaires de Nantes et les Spartiates de Marseille (respectivement 10e et 11e ont fourni les documents durant la saison). Les commissions fédérales refusent le dossier nantais et le 8 juin 2023, la Fédération officialise la promotion des Spartiates en Ligue Magnus (sous réserve des validations administratives). Les Spartiates deviennent ainsi le quatrième club de sport collectif marseillais à évoluer dans l'élite après l'Olympique de Marseille en football, le Cercle des Nageurs de Marseille en water-polo et les Blue Stars de Marseille en football américain.

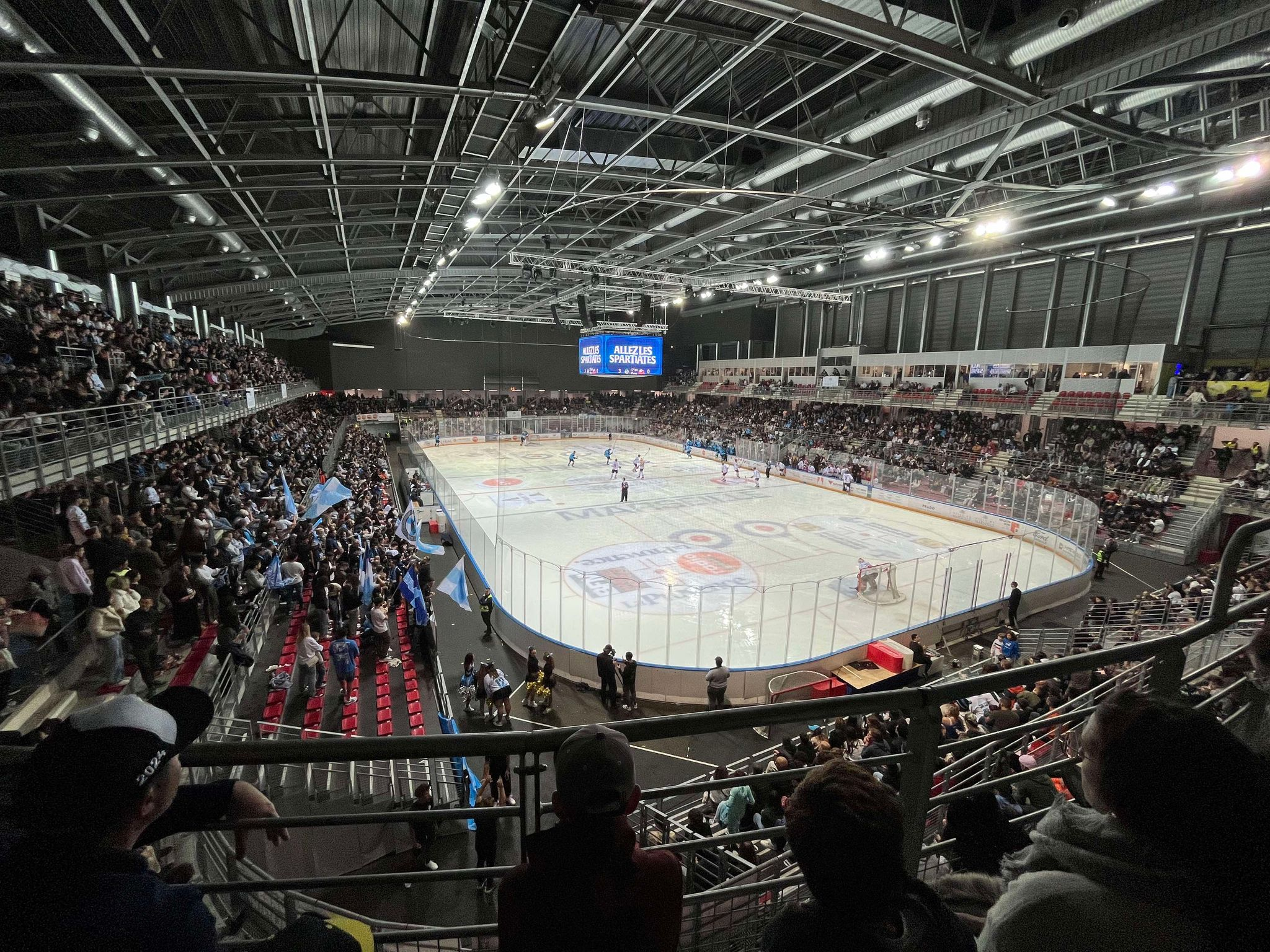
Vue grand angle pour le record d'affluence des Spartiates de Marseille (5604 spectateurs) contre les Aigles de Nice.

Pour leur première saison en Ligue Magnus, les Spartiates s'arment à l'intersaison avec 21 recrues. Seuls 3 joueurs sont conservés, le gardien Florian Gourdin, l'attaquant Maxence Leroux et le capitaine Colin Morillon. Parmi les recrues importantes, on peut noter l'international français Fabien Colotti, l'ancien international et gardien de but slovaque Marek Čiliak, le vétéran russe Guennadi Stoliarov (plus de 600 matchs au premier échelon russe) ou encore l'ancien international français Teddy Da Costa (135 sélections en équipe de France).
Le début de saison commence avec une victoire devant plus de 5 300 personnes, mais les résultats ne sont pas constant et les hommes de Luc Tardif alternent victoires et défaites. L'équipe est pendant un long moment classée à la 4e place en championnat. Le 28 janvier 2024, face aux Rapaces de Gap les Spartiates réalisent leur premier guichet fermé en accueillant 5 504 spectateurs au Palais omnisports Marseille Grand Est.

## Palmarès
Championnat de France de Division 1
- 2021

## Prix et récompenses de la Ligue Magnus
Trophée Jean-Ferrand
Le trophée Ferrand est remis à la fin de chaque saison pour récompenser le meilleur gardien.
- 2024 (Marek Čiliak)

Trophée Camil-Gélinas
Il récompense le meilleur entraîneur de la saison de hockey sur glace de la plus haute division en France et a été décerné la première fois en 2002.
- 2024 (Luc Tardif Jr.)

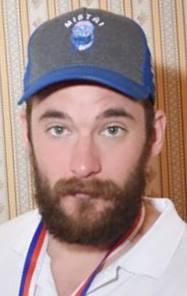
Marek Čiliak
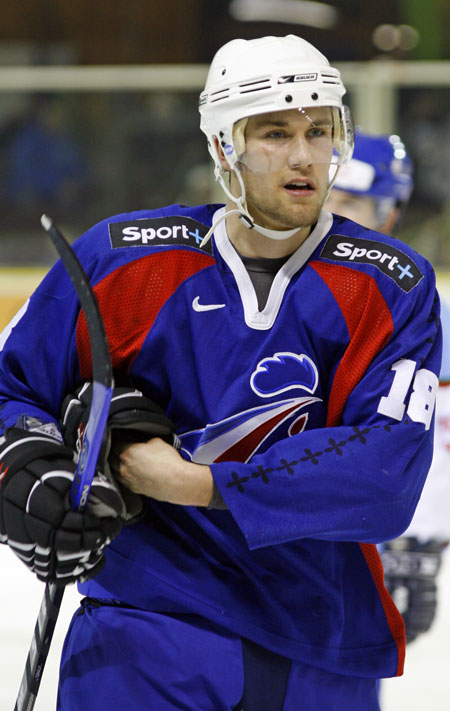
Luc Tardif Jr.

## Personnalités du club

### Effectif
| No    | Nom                    | Nat. | Position       | Arrivée                                  |
| ----- | ---------------------- | ---- | -------------- | ---------------------------------------- |
| +001, | Marek Čiliak           |      | Gardien de but | 2023 - HC Kometa Brno                    |
| +033, | Florian Gourdin        |      | Gardien de but | 2022 - Sangliers Arvernes de Clermont    |
| +060, | Stefan Stéen           |      | Gardien de but | 2024 - Capitals de Vienne                |
| +010, | Victor Björkung        |      | Défenseur      | 2024 - HK Spišská Nová Ves               |
| +013, | Maurice Zwikel         |      | Défenseur      | 2023 - Rapaces de Gap U17                |
| +017, | Yohan Coulaud          |      | Défenseur      | 2024 - Rapaces de Gap                    |
| +026, | Markus Kojo            |      | Défenseur      | 2024 - VHK Vsetín                        |
| +036, | Elias Ruusu            |      | Défenseur      | 2024 - Koovee Tampere                    |
| +065, | Sasha Djigaouri        |      | Défenseur      | 2023 - Éléphants de Chambéry             |
| +074, | Fabien Bourgeois – A   |      | Défenseur      | 2024 - Rapaces de Gap                    |
| +082, | Colin Morillon         |      | Défenseur      | 2020 - Diables rouges de Briançon        |
| +005, | Patrik Machač          |      | Centre         | 2023 - HC Dynamo Pardubice B             |
| +011, | Grégoire Gonnard       |      | Attaquant      | 2024 - Ducs d'Angers U20                 |
| +012, | Paul Joubert           |      | Ailier         | 2024 - Rapaces de Gap                    |
| +015, | Maxence Leroux         |      | Centre         | 2021 - Pionniers de Chamonix Mont-Blanc  |
| +016, | Fabien Colotti – A     |      | Centre         | 2023 - Boxers de Bordeaux                |
| +022, | Cédric Desruisseaux    |      | Ailier         | 2024 - CSM Corona Brașov                 |
| +023, | Flavian Dair           |      | Ailier         | 2024 - Brûleurs de loups de Grenoble     |
| +044, | Jan Dufek              |      | Ailier         | 2023 - HC Kometa Brno                    |
| +071, | Guennadi Stoliarov – A |      | Ailier         | 2023 - Iougra Khanty-Mansiïsk            |
| +076, | Joni Airo              |      | Ailier         | 2024 - KeuPa HT                          |
| +077, | Teddy Da Costa – C     |      | Centre         | 2023 - TH Unia Oświęcim                  |
| +087, | Alexandre Boivin       |      | Centre         | 2024 - Podhale Nowy Targ                 |
| +091, | Paul Siraudin          |      | Ailier         | 2023 - Brûleurs de loups de Grenoble     |
| +093, | Matt Salhany           |      | Ailier         | 2024 - Aalborg Pirates                   |
| +097, | Noa Nsonsa-Kitala      |      | Attaquant      | 2024 - Brûleurs de loups de Grenoble U20 |

### Capitaines et capitaines-adjoints
| Année     | Championnat  | Capitaine        | Capitaines-adjoints                                                  |
| --------- | ------------ | ---------------- | -------------------------------------------------------------------- |
| 2012-2013 | Division 3   | Grégory Tocque   | Joris Cella Nicolas Prophette                                        |
| 2013-2014 | Division 3   | Marius Joinet    | Roman Novotný Nicolas Prophette                                      |
| 2014-2015 | Division 3   | Roman Novotný    | Pierre Bennett Vivien Capocci Baptiste Schmittlin                    |
| 2015-2016 | Division 2   | Roman Novotný    | Vivien Huerta Thomas Lebailly Julien Rives                           |
| 2016-2017 | Division 2   | Roman Novotný    | Thibault Geffroy Thomas Lebailly                                     |
| 2017-2018 | Division 2   | Nicolas Deshaies | Thibault Geffroy Roman Novotný                                       |
| 2018-2019 | Division 1   | Nicolas Deshaies | Florent Aubé Thibault Geffroy Roman Novotný                          |
| 2019-2020 | Division 1   | Nicolas Deshaies | Thibault Geffroy Eric Springer                                       |
| 2020-2021 | Division 1   | Nicolas Deshaies | Rūdolfs Maslovskis Colin Morillon                                    |
| 2021-2022 | Division 1   | Nicolas Deshaies | Rūdolfs Maslovskis Colin Morillon                                    |
| 2022-2023 | Division 1   | Colin Morillon   | Aurélien Chausserie-Laprée Augustin Nalliod-Izacard Benjamin Villiot |
| 2023-2024 | Ligue Magnus | Teddy Da Costa   | Fabien Colotti Guennadi Stoliarov                                    |
| 2024-2025 | Ligue Magnus | Teddy Da Costa   | Fabien Bourgeois Fabien Colotti Guennadi Stoliarov                   |

### Entraîneurs et présidents
| Nom                 | Nationalité | Période     |
| ------------------- | ----------- | ----------- |
| Dimitri Bochatay    | France      | 2012-2013   |
| Thibaud Saintecroix | France      | 2013-2014   |
| Luc Tardif Jr.      | France      | depuis 2014 |

| Nom                                            | Période           |
| ---------------------------------------------- | ----------------- |
| Sébastien Brun                                 | 2012-2016         |
| Alain Anglés                                   | 2016-2017         |
| Jonathan Zwikel (SAS) Gilles Gonnard (amateur) | 2017-2022         |
| Éric Lagache (SAS) Richard Crouzet (amateur)   | 2022-janv. 2024   |
| Éric Lagache (SAS) Laura Fleury (amateur)      | depuis janv. 2024 |

## Autres équipes
Le club marseillais se structure progressivement au fil des années et petit à petit les catégories d'âges se densifient. Si entre 2016 et 2021 les Marseillais se sont associés aux Toulonnais (dans le cadre des travaux de la patinoire de la Garde), les Spartiates engagent progressivement des équipes en nom propre. En 2023, le club se rapproche d'Avignon pour initier une filière de haut-niveau sur les catégories jeunes avec un rapprochement des équipes U17 et U20 sous l'appellation Unité Provence.
En 2017, le club phocéen est à l'initiative de la création d'une équipe féminine régionale pour participer au championnat Élite. D'abord sous le nom PACA, puis à partir de 2023 sous le nom Marseille-PACA avec pour surnom les "Amazones". Cette équipe regroupe des joueuses de Marseille, Briançon, Gap et Nice majoritairement et joue ses matchs dans ces différentes patinoires.
En loisirs, les Spartiates jouent en Trophée Loisirs (équivalent d'une 5e division), l'équipe accède aux demi-finales en 2022 puis en 2023 avec les renforts d'anciens joueurs du club ayant évolué en D2 ou D3 (voir D1 pour certains).

## Logos

Logo à la création du club
Logo entre 2014 et 2016
Logo depuis 2016
Logo dérivé pour l'équipe professionnelle (2019)
Logo dérivé pour l'équipe professionnelle (2019)

## Statistiques
Statistiques au terme de la saison 2024-2025

### Joueurs ayant le plus joué pour le club
Cette section présente les 10 joueurs ayant joué le plus grand nombre de matchs dans l'histoire du club :
| No | Joueurs                    | Nationalité | Parties Jouées | Buts | Passes | Points | Période   |
| -- | -------------------------- | ----------- | -------------- | ---- | ------ | ------ | --------- |
| 1  | Colin Morillon             | France      | 171            | 26   | 51     | 77     | 2020-2025 |
| 2  | Nicolas Deshaies           | France      | 162            | 49   | 97     | 146    | 2016-2023 |
| 3  | Maxence Leroux             | France      | 162            | 24   | 32     | 56     | 2021-2025 |
| 4  | Benjamin Villiot           | France      | 150            | 19   | 24     | 43     | 2017-2023 |
| 5  | Roman Novotný              | Tchéquie    | 133            | 111  | 88     | 199    | 2013-2019 |
| 6  | Thibault Geffroy           | France      | 109            | 26   | 52     | 78     | 2016-2020 |
| 7  | Aurélien Chausserie-Laprée | France      | 104            | 6    | 30     | 36     | 2019-2023 |
| 8  | Jan Dufek                  | Tchéquie    | 103            | 33   | 56     | 89     | 2023-     |
| 9  | Joris Cella                | France      | 103            | 7    | 14     | 21     | 2012-2018 |
| 10 | Paul Siraudin              | France      | 100            | 16   | 9      | 25     | 2023-2025 |

En italique : joueurs encore en activité au club

### Les meilleurs pointeurs
Cette section présente les 10 meilleurs pointeurs de l'histoire du club :
| No | Joueurs           | Nationalité | Parties Jouées | Buts | Passes | Points | Période   |
| -- | ----------------- | ----------- | -------------- | ---- | ------ | ------ | --------- |
| 1  | Roman Novotný     | Tchéquie    | 133            | 111  | 88     | 199    | 2013-2019 |
| 2  | Nicolas Deshaies  | France      | 162            | 49   | 97     | 146    | 2016-2023 |
| 3  | Julien Rives      | France      | 88             | 34   | 66     | 100    | 2012-2017 |
| 4  | Luc Tardif Jr.    | France      | 44             | 47   | 52     | 99     | 2014-2016 |
| 5  | Marius Joinet     | France      | 37             | 23   | 69     | 92     | 2012-2014 |
| 6  | Jan Dufek         | Tchéquie    | 103            | 33   | 56     | 89     | 2023-     |
| 7  | Maxim Makarov     | Russie      | 63             | 48   | 31     | 79     | 2020-2023 |
| 8  | Niklas Westerlund | Finlande    | 86             | 34   | 44     | 78     | 2017-2020 |
| 9  | Thibault Geffroy  | France      | 109            | 26   | 52     | 78     | 2016-2020 |
| 10 | Colin Morillon    | France      | 171            | 26   | 51     | 77     | 2020-2025 |

En italique : joueurs encore en activité au club

### Les meilleurs buteurs
Cette section présente les 10 meilleurs buteurs de l'histoire du club :
| No | Joueurs           | Nationalité | Parties Jouées | Buts | Passes | Points | Période   |
| -- | ----------------- | ----------- | -------------- | ---- | ------ | ------ | --------- |
| 1  | Roman Novotný     | Tchéquie    | 133            | 111  | 88     | 199    | 2013-2019 |
| 2  | Nicolas Deshaies  | France      | 162            | 49   | 97     | 146    | 2016-2023 |
| 3  | Maxim Makarov     | Russie      | 63             | 48   | 31     | 79     | 2020-2023 |
| 4  | Luc Tardif Jr.    | France      | 44             | 47   | 52     | 99     | 2014-2016 |
| 5  | Clément Ramos     | France      | 16             | 39   | 18     | 57     | 2013-2014 |
| 6  | Julien Rives      | France      | 88             | 34   | 66     | 100    | 2012-2017 |
| 7  | Niklas Westerlund | Finlande    | 86             | 34   | 44     | 78     | 2017-2020 |
| 8  | Jan Dufek         | Tchéquie    | 103            | 33   | 56     | 89     | 2023-     |
| 8  | Thibault Geffroy  | France      | 109            | 26   | 52     | 78     | 2016-2020 |
| 10 | Colin Morillon    | France      | 171            | 26   | 51     | 77     | 2020-2025 |

En italique : joueurs encore en activité au club

### Les meilleurs assistants
Cette section présente les 10 joueurs ayant réalisé le plus d'aides de l'histoire du club :
| No | Joueurs            | Nationalité | Parties Jouées | Buts | Passes | Points | Période             |
| -- | ------------------ | ----------- | -------------- | ---- | ------ | ------ | ------------------- |
| 1  | Nicolas Deshaies   | France      | 162            | 49   | 97     | 146    | 2016-2023           |
| 2  | Roman Novotný      | Tchéquie    | 133            | 111  | 88     | 199    | 2013-2019           |
| 3  | Marius Joinet      | France      | 37             | 23   | 69     | 92     | 2012-2014           |
| 4  | Julien Rives       | France      | 88             | 34   | 66     | 100    | 2012-2017           |
| 5  | Jan Dufek          | Tchéquie    | 103            | 33   | 56     | 89     | 2023-               |
| 6  | Deniss Baškatovs   | Lettonie    | 65             | 18   | 55     | 73     | 2018-2019 2022-2023 |
| 7  | Luc Tardif Jr.     | France      | 44             | 47   | 52     | 99     | 2014-2016           |
| 8  | Thibault Geffroy   | France      | 109            | 26   | 52     | 78     | 2016-2020           |
| 9  | Colin Morillon     | France      | 171            | 26   | 51     | 77     | 2020-2025           |
| 10 | Rūdolfs Maslovskis | Lettonie    | 40             | 18   | 47     | 65     | 2020-2022           |

En italique : joueurs encore en activité au club

## Culture populaire

### Rivalités
Le Marseille Hockey partage une rivalité avec les Boucaniers de Toulon dans le derby provençal. Cela s'explique par la proximité des deux villes (50 km) mais également par le nombre de joueurs passés dans les deux camps. Chaque match entre ces deux équipes est animé sur la glace et dans les tribunes avec les déplacements importants de supporters. Au fil des saisons la relation entre les deux clubs change et ils deviennent partenaires, notamment après la fermeture pour travaux de la patinoire toulonnaise.
Le club entretient également une rivalité avec les Castors d'Avignon, club créé en 2011, soit un an avant le club marseillais, et monté en Division 2 en 2014, également un an avant le MHC. La proximité géographique, ainsi qu'un projet commun de s'élever au plus haut a créé une rivalité naturelle entre les deux clubs.
Les matchs opposant le Marseille Hockey Club et les Griffes de l'ours d'Orcières sont également la scène de débats physiques et musclés entre les deux équipes. L'hégémonie des deux clubs au sein de leur poule lors de la création du MHC a fait de ces matchs des duels attendus des supporters,.
La descente des Vipers de Montpellier en Division 3 redistribue les cartes pour les équipes du sud de la France. Les deux clubs ont des projets similaires et les matchs sont très accrochés les rencontres devenant le nouveau derby du Sud. Les deux clubs se talonnent pour la montée en Division 2 et sont promus la même année en Division 1.
En 2018, les Marseillais rencontrent pour la première fois les Français volants de Paris en play-offs, la rencontre se jouant devant plus de 3 200 spectateurs ; ces oppositions sont surnommés "Glassico" pour reprendre le terme utilisé au football lors des oppositions entre l'OM et le PSG. La saison suivante, le club croise la route des Bisons de Neuilly-sur-Marne. Après un match aller houleux, le club décide de reprendre le terme Glassico pour le match retour. Comme en 2018, le record d'affluence pour un match des Spartiates est battu et c'est 3 443 spectateurs qui assistent à une victoire marseillaise.

### Supporteurs

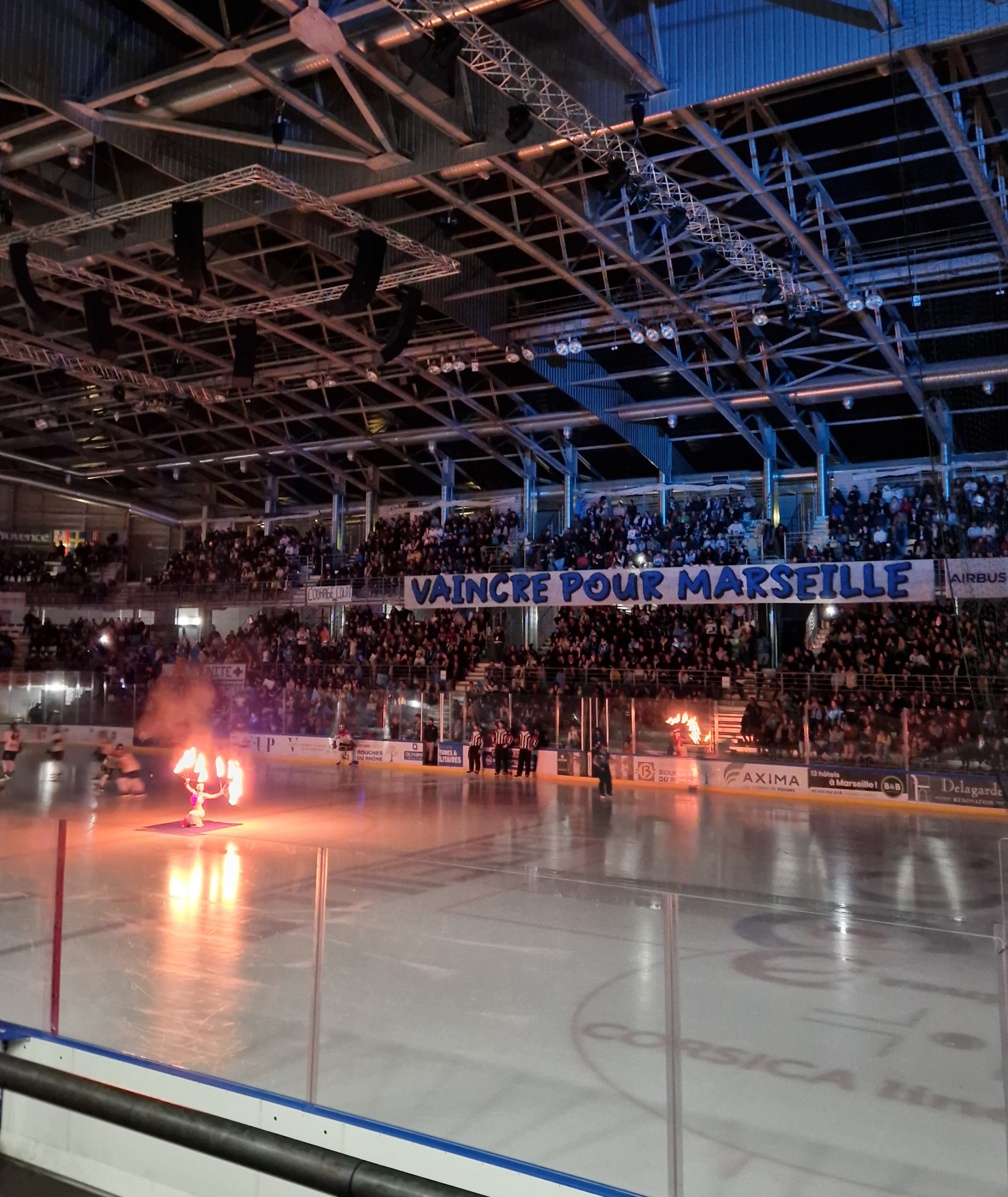
L'ambiance dans la patinoire.

Différents groupes de supporters se sont formés durant les premières années du club. Les Spartiates du MHC sera le premier groupe officiel. Cependant le groupe ne survit pas à l'été 2015 et il sera remplacé par les Dark Spartans 2013. Le groupe de supporter se structure petit à petit au rythme du club. Un premier déplacement d'ampleur est ainsi organisé pour le derby du Sud face à Montpellier. Une cinquantaine de supporters font le déplacement et aident ainsi l'équipe à obtenir un succès chez l'adversaire. À l'aube de la saison 2019-2020, un nouveau groupe de supporters (l'Unité Spartiate) se crée.

## Saisons passées
| Saison    | Championnat  | Clas. | Séries éliminatoires          | Hiér. | Coupe de France     |
| --------- | ------------ | ----- | ----------------------------- | ----- | ------------------- |
| 2012-2013 | Division 3   | 1er   | Quart de finale               | 51e   | Seizièmes de finale |
| 2013-2014 | Division 3   | 1er   | Huitièmes de finale           | 55e   | Premier tour        |
| 2014-2015 | Division 3   | 2e    | Vice-champion                 | 47e   | Seizièmes de finale |
| 2015-2016 | Division 2   | 9e    | Vainqueur du play-down        | 45e   | Premier tour        |
| 2016-2017 | Division 2   | 6e    | Quart de finale               | 33e   | Seizièmes de finale |
| 2017-2018 | Division 2   | 1er   | Quart de finale               | 31e   | Huitièmes de finale |
| 2018-2019 | Division 1   | 4e    | Quart de finale               | 17e   | Seizièmes de finale |
| 2019-2020 | Division 1   | 9e    | —                             | 20e   | Seizièmes de finale |
| 2020-2021 | Division 1   | 2e    | Champion                      | 13e   | Seizièmes de finale |
| 2021-2022 | Division 1   | 9e    | —                             | 21e   | Seizièmes de finale |
| 2022-2023 | Division 1   | 11e   | 1er de la poule de relégation | 23e   | Seizièmes de finale |
| 2023-2024 | Ligue Magnus | 5e    | Quart de finale               | 6e    | Huitièmes de finale |
| 2024-2025 | Ligue Magnus | 6e    | Quart de finale               | 6e    | Huitièmes de finale |